# Siciny (województwo dolnośląskie)
Siciny (niem. Seitsch) – wieś w Polsce położona w województwie dolnośląskim, w powiecie górowskim, w gminie Niechlów.

## Położenie

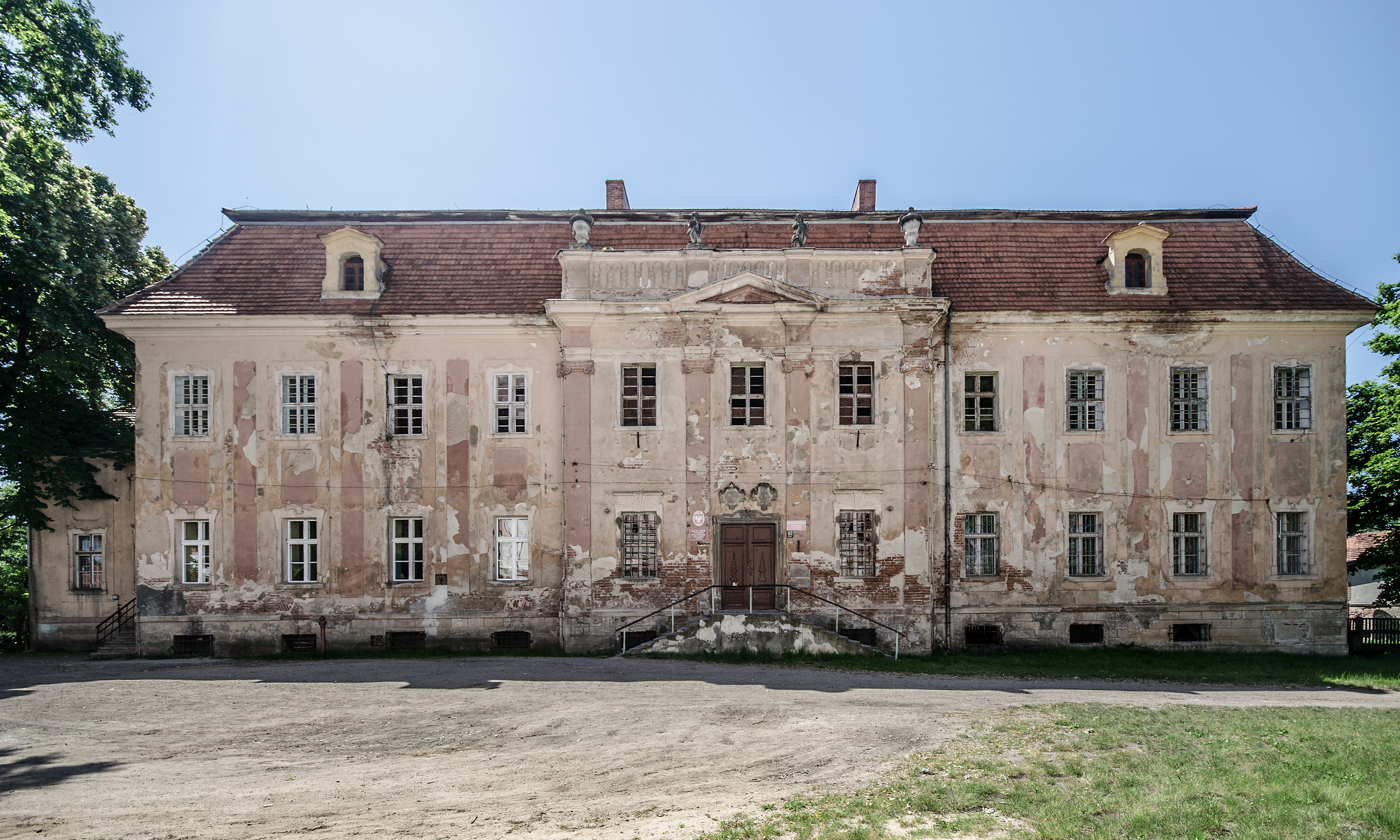
Pałac w Sicinach

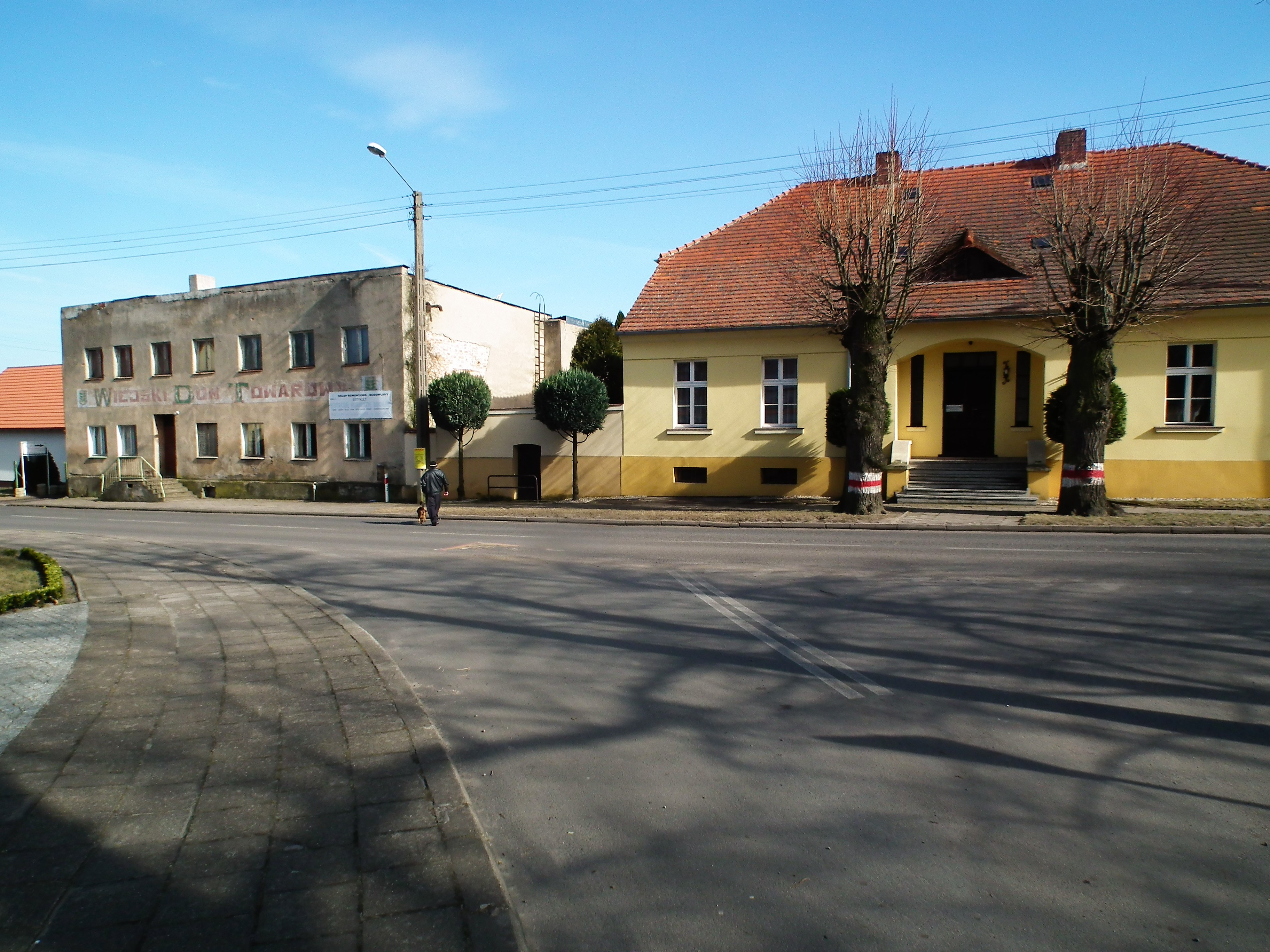
Fragment zabudowy w centrum wsi

Przez wieś przebiega droga wojewódzka nr 305.

## Podział administracyjny
W latach 1945–54 w Sicinach była siedziba gminy Siciny. Od 1954 roku do 1972 roku funkcjonowała Gromadzka Rada Narodowa w Sicinach. W 1973 roku wieś straciła swój status administracyjny i weszła w skład nowej gminy Niechlów. Do  1975 roku Siciny przynależały do województwa wrocławskiego. W latach 1975–1998 należy do województwa leszczyńskiego, by 1 stycznia 1999 wrócić do Dolnego Śląska.

## Nazwa
Miejscowość została wymieniona w staropolskiej formie Sydcz w 1327 roku w łacińskim dokumencie wydanym w Górze.

## Historia
Pierwsza wzmianka osady Sezesco pochodzi z roku 1155. Od roku 1309 własność Opactwa cysterskiego w Lubiążu, którzy zbudowali w XVIII w. pałac - dziś zabytek klasy I. Tutejszy kościół Św. Marcina wzniesiony w latach 1736–1740 w stylu późnego baroku o jednonawowym założeniu z kopułą w centrum, ma bogato zdobione wnętrze. Są w nim ołtarze - dzieło rzeźbiarza F. Mangolda oraz freski pędzla uczniów Filipa Bentuma - Antona Feldera i Ignaz Axtera. Architektura kościoła podobna jest do kościoła św Mikołaja w Pradze (twórca - Kilian Ignaz Drezinhoffer), kościoła św Walentego w Lubiążu (tam też freski tych samych twórców) oraz kościoła Krzyża w Lesznie. Architektem kościoła w Sicinach oraz wieży kościoła Krzyża w Lesznie jest Martin Frantz.

## Zabytki
Do wojewódzkiego rejestru zabytków wpisane są obiekty:
- kościół parafialny pw. Św. Marcina, barokowy, z lat 1736-1742, z wieżą z 1777 r. i bogatym wyposażeniem[6]
- ogrodzenie cmentarza kościelnego, mur z bramą i wnękami Drogi Krzyżowej z połowy XVIII w.
- pałac, barokowy, opacki, z lat 1710-1760 - z połowy XVIII w.
- wiatrak z XVIII w.